# (4079) Britten
(4079) Britten – planetoida z grupy pasa głównego asteroid okrążająca Słońce w ciągu 5 lat i 260 dni w średniej odległości 3,19 j.a. Została odkryta 15 lutego 1983 roku w Lowell Observatory (Anderson Mesa Station) przez Edwarda Bowella. Nazwa planetoidy pochodzi od Benjamina Brittena (1913-1976), angielskiego kompozytora i dyrygenta. Przed nadaniem nazwy planetoida nosiła oznaczenie tymczasowe (4079) 1983 CS.